# Вівсянська сільська рада (Чемеровецький район)
Вівся́нська сільська́ ра́да — колишня адміністративно-територіальна одиниця та орган місцевого самоврядування в Чемеровецькому районі Хмельницької області. Адміністративний центр — село Вівся.

## Загальні відомості
- Територія ради: 2,553 км²
- Населення ради: 972 особи (станом на 2001 рік)
- Територією ради протікає річка Самчик

## Населені пункти
Сільській раді були підпорядковані населені пункти:
- с. Вівся
- с. Лисогірка

## Склад ради
Рада складалася з 14 депутатів та голови.
- Голова ради: Матвєв Василь Іванович
- Секретар ради: Керевич Ганна Трохимівна

### Керівний склад попередніх скликань
| Прізвище, ім'я, по батькові | Основні відомості                                                         | Дата обрання | Дата звільнення |
| --------------------------- | ------------------------------------------------------------------------- | ------------ | --------------- |
| Матвеєв Василь Іванович     | Сільський голова, 1961 року народження, безпартійний                      | 26.03.2006   | 31.10.2010      |
| Матвєв Василь Іванович      | Сільський голова, 1961 року народження, освіта вища, член Партії регіонів | 31.10.2010   |                 |

Примітка: таблиця складена за даними сайту Верховної Ради України

### Депутати
За результатами місцевих виборів 2010 року депутатами ради стали:

#### За суб'єктами висування
| Суб'єкт висування | Кількість обраних депутатів | %   |
| ----------------- | --------------------------- | --- |
| Самовисування     | 14                          | 100 |

#### За округами
| № округу | Прізвище, ім'я, по батькові       | Дата визнання обраним | Освіта  | Партійна приналежність | Відомості про обраного депутата                       |
| -------- | --------------------------------- | --------------------- | ------- | ---------------------- | ----------------------------------------------------- |
| 1        | Керевич Ганна Трохимівна          | 05.11.2010            | вища    | позапартійна           | Вівсянська сільська рада, секретар                    |
| 2        | Гладиш Людмила Анатоліївна        | 05.11.2010            | вища    | позапартійна           | ТОВ «СТІОМІ-холдинг», різноробоча                     |
| 3        | Подолян Тетяна Володимирівна      | 05.11.2010            | вища    | позапартійна           | Закупненська залізнична станція, касир                |
| 4        | Тюхтій Анатолій Миколайович       | 05.11.2010            | середня | позапартійний          | ТОВ «СТІОМІ-холдинг», шофер                           |
| 5        | Монастирська Валентина Миколаївна | 18.04.2011            | вища    | позапартійна           | ВІвсянська загальноосвітня школа, директор            |
| 6        | Шкарупа Любов Василівна           | 05.11.2010            | вища    | позапартійна           | Вівсянський фельшерсько-акушерський пункт, медсестра  |
| 7        | Іващішен Валерій Валерійович      | 05.11.2010            | вища    | позапартійний          | Лісоводський лісопункт, начальник складу              |
| 8        | Івахов Олександр Євгенович        | 05.11.2010            | середня | позапартійний          | Закупненська залізнична станція, складач потягів      |
| 9        | Ляхта Тетяна Анатоліївна          | 05.11.2010            | вища    | член Народної партії   | Вівсянська сільська рада, бухгалтер                   |
| 10       | Коваль Тетяна Сергіївна           | 05.11.2010            | вища    | член Народної партії   | Вівсянський сільський будинок культури, директор      |
| 11       | Коновалюк Василь Іванович         | 05.11.2010            | вища    | позапартійний          | тимчасово не працює                                   |
| 12       | Титаренко Надія Василівна         | 05.11.2010            | середня | позапартійна           | Вівсянська загальноосвітня школа І-ІІ ст., вчитель    |
| 13       | Старовєрова Марія Володимирівна   | 05.11.2010            | середня | позапартійна           | ТОВ «СТІОМІ-холдинг», різноробоча                     |
| 14       | Кузьмова Алла Василівна           | 05.11.2010            | вища    | позапартійна           | Лисогірський фельшерсько-акушерський пункт, медсестра |